# Johann Friedrich Jamrath
Johann Friedrich Jamrath (* 18. November 1810 in Berlin; † 19. März 1891 ebenda) war ein deutscher Maler und Hoffotograf des preußischen Hofs. Er gilt als bedeutender „Carte de Visite“-Produzent und porträtierte unter anderem auch Mitglieder der deutschen Kaiserfamilie sowie anderer europäischer Königshäuser.

## Leben

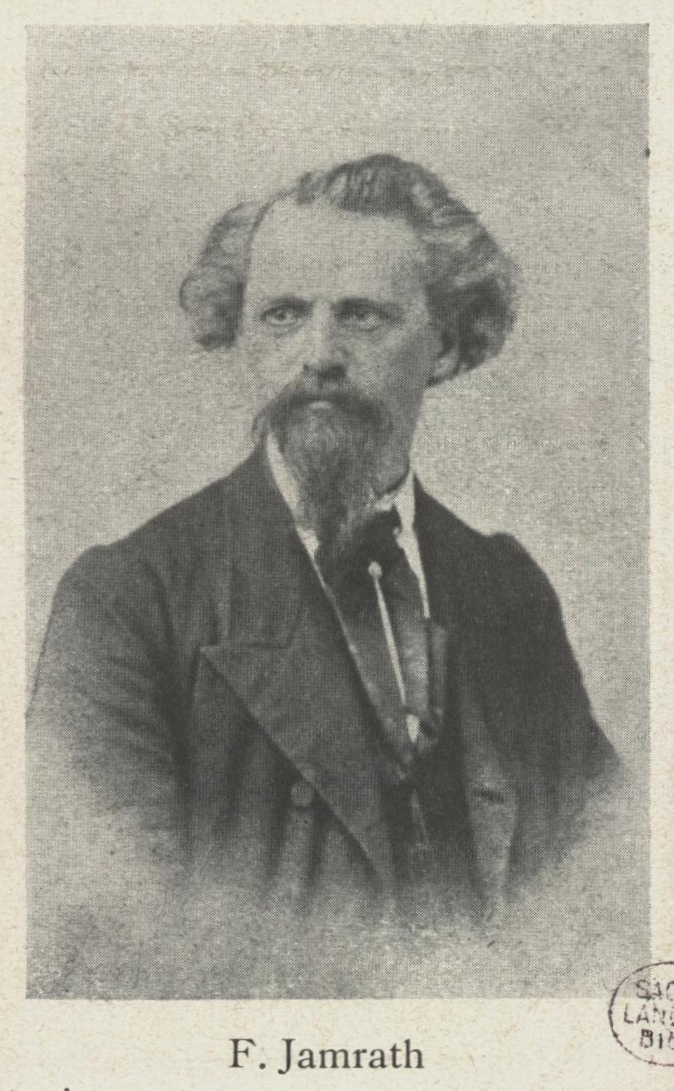
Johann Friedrich Jamrath (1810–1891)

Jamrath war ein Schüler des Genre-, Historien- und  Porträtmalers Johann Gottfried Brücke und des Kunstmalers und Zeichenlehrers Carl Roethig (Karl Röthig), eines Angestellten am Botanischen Garten. Unter der Anleitung Röthigs fertigte er vor allem Blumengemälde. Er arbeitete zunächst als Porträt- und Porzellanmaler. Er ließ sich später im Atelier Carl Gustav Oehmes (1817–1881) zum Fotografen ausbilden. Der Mechaniker Oehme hatte seinerseits die Grundlagen der Fotografie direkt bei Louis Daguerre in Paris kennengelernt. Im Jahr 1846 oder 1853 eröffnete Jamrath ein fotografisches Atelier in Berlin in der Markgrafenstr. 21. Ab 1858 arbeitete Jamrath in einer Ateliergemeinschaft mit seinem ehemaligen Ausbilder Gustav Oehme in der Jägerstraße 19 in Berlin.
Auf der Weltausstellung in London 1862 erhielten „Oehme & Jamrath“ eine Medaille „für Vortrefflichkeit ihrer Fotografien“. Auf der Generalversammlung des Photographischen Vereins wurde Jamrath am 13. April 1866 in dessen Komitee gewählt. 1868 war auch sein Sohn Mitglied des Photographischen Vereins. Von 1870 bis 1874 betrieben sie unter der Firma „Jamrath & Sohn“ ein Atelier in der Taubenstraße 20 und von 1874 bis 1900 in der Belle-Alliance-Straße 14, das Georg Theodor Jamrath (1836–1902) nach dem Tod des Vaters im Jahr 1891 weiterführte. Auf der Berliner Gewerbe-Ausstellung 1896 im Treptower Park waren Fotografien des Ateliers Jamrath & Sohn ausgestellt.

## Familie
Am 9. März 1835 heiratete Jamrath in der Berliner Jerusalemkirche Bertha Krause. Am 6. April 1835 wurde der erste Sohn Edmund Friedrich Heinrich (1835–1917) und am 28. November 1836 der zweite Sohn Theodor Georg Richard (1836–1902) geboren, der wie sein Vater Fotograf werden sollte. Am 20. März 1857 wurde Fritz Carl Gustav Jamrath als elftes und letztes Kind des Ehepaares geboren. Er starb im Juni desselben Jahres.

## Fotoatelier Jamrath & Sohn
Die Firma Jamrath & Sohn wurde im Jahr 1858 gegründet. Nach dem Tod des Vaters im März 1891 führte sein Sohn, Theodor Jamrath, das Handelsgeschäft unverändert fort. Am 1. April 1898 trat sein Bruder Georg Jamrath als Handelsgesellschafter in die Firma Jamrath & Sohn ein. Nach dem Tod der Brüder ging das Fotoatelier Jamrath & Sohn in den Besitz der Witwe Ida Jamrath, geb. Wolf, über, die es unter unveränderter Firma weiterführte. Am 1. Oktober 1927 konnte Emil Becker, zu dieser Zeit Inhaber der Firma Jamrath & Sohn, sein 25-jähriges Geschäftsjubiläum begehen. Der Fotograf Emil Becker aus Danzig hatte nach Theodor Jamraths Tod 1902 das Atelier gekauft und führte es unter „F. Jamrath & Sohn, Hofphotographen, Inh. E. Becker“ weiter. Es war noch bis mindestens 1930 ins Berliner Handelsregister eingetragen.

## Auszeichnungen
- Auf der Weltausstellung in London 1862 erhielten „Oehme & Jamrath“ eine Medaille „für Vortrefflichkeit ihrer Fotografien“
- Jamrath & Sohn waren:

- Hof-Photographen Seiner Majestät des Kaisers und Königs des Deutschen Reiches und von Preussen,
- Hof-Photographen Ihrer Majestät der Kaiserin und Königin des Deutschen Reiches und von Preussen,
- Hof-Photographen Seiner Kaiserlichen und Königlichen Hoheit des Kronprinzen des Deutschen Reiches und von Preussen,
- Hof-Photographen Seiner Hoheit des regierenden Herzogs von Sachsen-Altenburg

## Werke
- Jamrath und Sohn: Die kaiserl. Schlösser von Berlin und Potsdam in ihren inneren Einrichtungen. Photographische Original-Aufnahmen nach der Natur. Verlag von Theobald Grieben in Berlin (72 Blatt gr. Imperial-Format).

## Galerie: Foto-Rückseiten

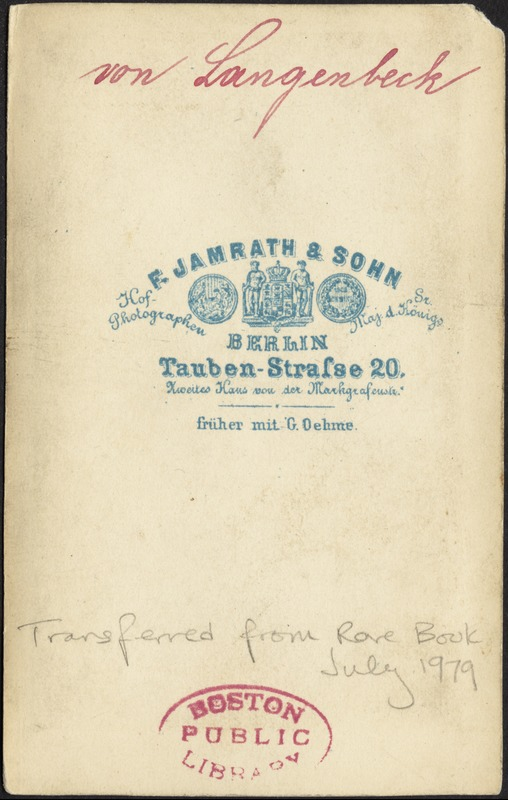
Tauben-Str. 20
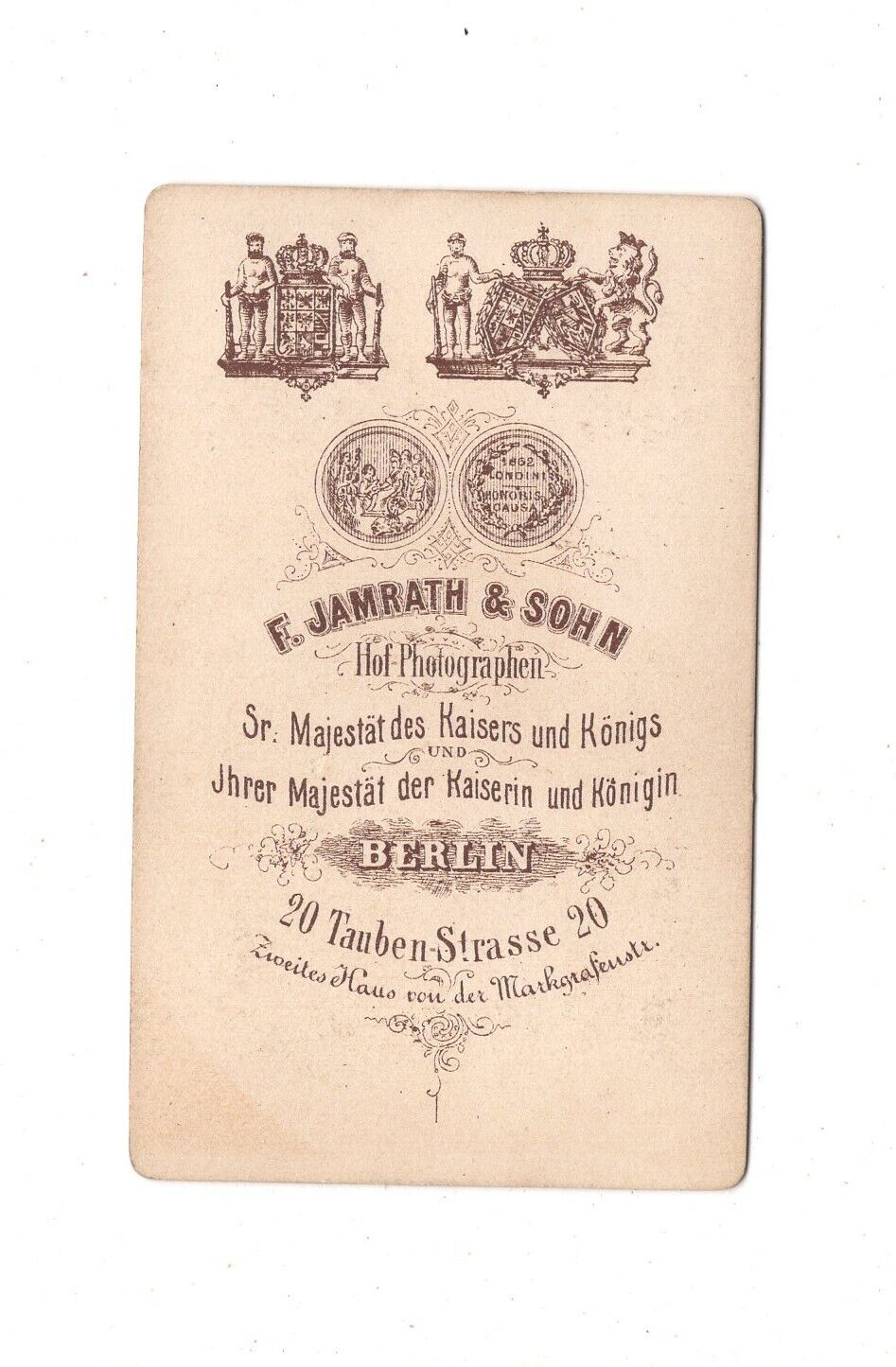
Tauben-Straße 20
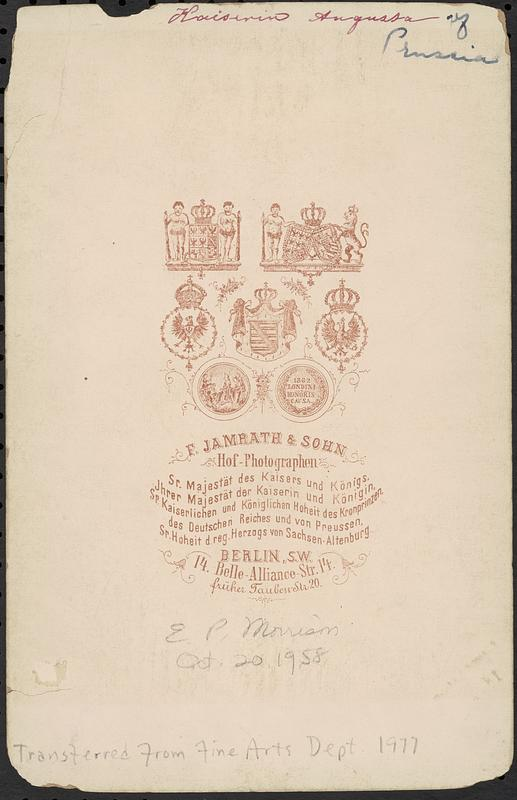
Belle-Alliance-Str. 14
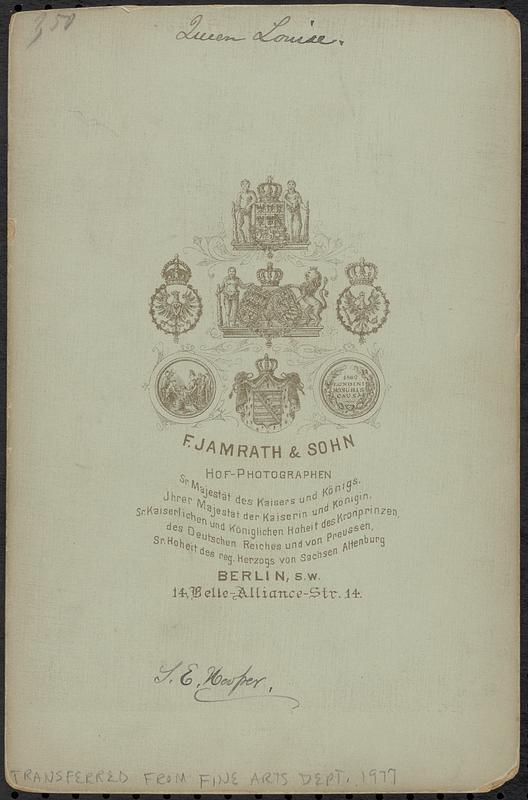
Belle-Alliance-Str. 14
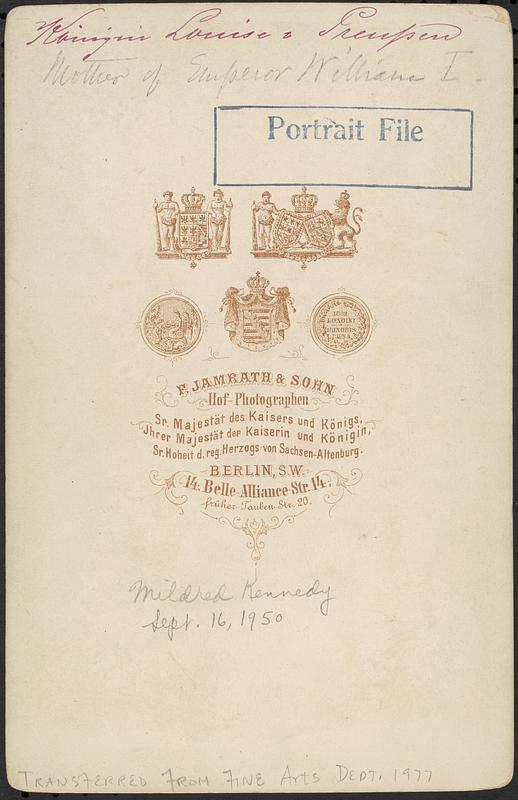
Belle-Alliance-Str. 14